# 潛龍諜影4 愛國者之槍
《潛龍諜影4 愛國者之槍》由日本科樂美在PlayStation 3發行、小岛工作室開發，於2008年6月12日同步在日本、北美、歐洲與亞洲等地推出的動作隱蔽類遊戲。
本作是潛龍諜影系列首次登上PS3平台上推出的獨佔遊戲。《潛龍諜影4》初期的展示動畫於2005年東京電玩展首次公開，遊戲監督小島秀夫明確表示本作品會把過去潛龍諜影系列作品的謎題全部解決，故事即將完結成為潛龍諜影系列的最後一集。

## 遊戲性
- 可以使用近身距離作戰（CQC）等格鬥術。
- 士兵可能成為敵人或是夥伴。
- 並不是只有單獨潛入任務，有時必須要和敵人正面交鋒。
- 除了遊戲傳統的匿蹤道具「紙箱」；這次有了新選擇「鐵桶」，鐵桶防彈，而且可以滾動擊倒敵人，但是滾動次數多會造成嘔吐和體力減少。
- 引進新型迷彩系統「章魚迷彩」（Octo-Cam）；章魚迷彩系統可以模擬環境視覺效果，使老蛇與環境背景融合。
- 引進新系統「威脅環」（Threat Ring），這個環圈是當氣息平靜時出現，圍繞著身體四周成一個圓；當四周環境氣息發生了變化時（如敵兵走動，或發生爆炸），該環圈會以高低起伏來顯示周圍狀況。
- 老蛇左眼上的眼罩是名為「固眼」（Solid Eye）的裝備，固眼可以當作是望遠鏡、熱源成像鏡等觀測裝備使用，使用會消耗電池。
- 可以自行改裝武器。MGS4出現的武器種類將會是歷代遊戲中最多種，總數約有七十種；並且可以視情況需求改裝；譬如裝上增加射擊穩定度的戰術握把，或者是加長瞄準可視範圍的瞄準鏡。彈藥也有不同選擇，除了玩家熟知的麻醉彈藥和具殺傷力的彈藥，這次甚至出現了可以發射出壓縮空氣的槍械和催眠瓦斯地雷。
- 潛龍諜影線上版會同時發行（Metal Gear Online；MGO）；遊戲將分為起始包和補充包，遊戲服務永久免費，但欲使用特殊角色以及使用特殊地圖進行遊戲需付費購買。
- 將對應Playstation 3新型遊戲控制器DualShock 3震動功能以及六軸感應SIXAXIS功能。
- 可將遊戲鏡頭切換成第一人稱射擊遊戲模式。
- 小島在Fami通雜誌訪談中表示，藍光光碟的容量不夠使用，必須對遊戲內容做適當的刪減。並透露老蛇的戰場並不侷限於中東，而是遍及世界。
- 可實現於愚人節時放出的遊戲預覽惡搞：老蛇穿上刺客教條（Assassin's Creed）主角阿泰爾（Altaïr ibn La-Ahad）的服裝進行遊戲。
- 遊戲中某些條件可獲得德雷賓點數（Drebin Point；DP），蒐集此點數可開啟隱藏要素、清洗ID登錄武器以及兌換隱藏武器。而且小灰會提示玩家武器特價日（每週三、週日），此特價日以現實世界日期為準。

## 游戏剧情

### 故事设定
- 故事的舞台是戰場。時間是《潛龍諜影2》5年後。
- 本作品的基本理念是「沒有隱藏的地方」（No place to hide）。這個意思是沒有可以完全隱藏的地方，之前在系列中的「約定」，有像是櫃子那一類可以躲藏的地方，只是比較少。

### 故事簡介
2014年，在「大貝殼事件」（Metal Gear Solid 2裡面的鑽油平台事件）之後5年，武裝介入異國油田的約束開始放緩，刺激私人軍事公司Private Military Companies（PMCs）為了商業目的去進行代理戰爭，使得戰爭經濟成為世界上的一種嶄新經濟體系，滋生了童兵、戰爭遺孤和戰災擴大等等社會問題，聯合國高度關注這些問題但束手無策。
當時世界上存在著五大PMCs，分別是Praying Mantis/禱念螳螂（英國）、оцелотовая хватка/山貓鉤爪（俄羅斯）、Werewolf/狼人軍團（美國）、 Pieuvre Armement/武裝章魚（法國）、以及Raven Sword/渡鴉之劍（美國），但事實上這五大PMC背後的母公司是液體山貓所擁有的「世外方舟」（Outer Haven）。將奈米機械植入士兵體內後則對於加強士兵的管理、戰鬥能力、以及忠誠作用顯著，戰場上使用的士兵奈米機械管理系統稱為「愛國者之子」（Sons of the Patriots：SOP）。液體山貓欲利用破壞SOP引發起一場武裝起事，且「世外方舟」已經積聚了可與美國政府匹敵的力量，世界即將落入危機，於是故事在羅伊‧坎貝爾請求老蛇進入中東抹殺液體山貓展開了序幕……遊戲任務在五個地方進行：中東，南美，東歐，Shadow Moses島，以及戰艦「Outer Haven」。　
- 第一章：液陽/ACT.1：Liquid Sun
- 第二章：固陽/ACT.2：Solid Sun
- 第三章：三陽/ACT.3：Third Sun
- 第四章：孿陽/ACT.4：Twins Sun
- 第五章：老陽/ACT.5：Old Sun
- 第六章：裸陽/ACT.6：Naked Sun
- 尾聲：裸罪/Epilogue：Naked Sin

### 人物設定
- 本作中固蛇（Solid Snake）再次成為主角。但這次他的外表成為了老人。因為基因缺陷，結果構成固蛇的身體組織的遺傳基因細胞核提早老化。由於這個緣故，本作中固蛇被改稱為老蛇（Old Snake）。
- 左輪山貓（Revolver Ocelot）被移植自液蛇（Liquid Snake）的手臂控制。由於這個緣故，本作中左輪山貓被叫作「液體山貓」（Liquid Ocelot）。
- 沒有裝備核武的新Metal Gear「月光」將在本作登場；本作中登場的Metal Gear機種包括Metal Gear Rex、Metal Gear Ray、Metal Gear Mk.Ⅱ、Metal Gear Mk.Ⅲ和Metal Gear月光。
- 系列中出現過的其他人物大部份會在本作中出場，包括羅伊·坎貝爾、梅莉兒･西爾巴柏格、直美･杭特、宅代、雷電、美玲和吸血鬼等。
- 玩家在本作中只能操縱老蛇，不能操縱雷電。
- 強尼·佐佐木（在MGS中Snake被囚禁時負責看守的士兵; MGS3中出場的強尼是其祖父）也會登場。

### 登場人物
注意：本表中文譯名並非官方版本，而是網路上約定俗成的稱法。部分資訊譯名引用日本知名電玩雜誌Fami通繁體中文版之刊載內容與正式中文攻略本譯名（台灣青文出版社出版）以及中文官方網站資訊
主角以及關係者
- 固蛇／老蛇（Solid Snake／Old Snake）（配音員：大塚明夫；動態捕捉演員：岡本良史）

透過人工創造最強士兵計畫「恐怖的孩子們計畫（恐るべき子供達計画）」所誕生的本作主角，是遺傳裸蛇（Big Boss）遺傳基因的其中一人。在隸屬於特種部隊「FOXHOUND」時曾經兩次粉碎了裸蛇的陰謀，被稱為傳說中的士兵。雖然曾經退休過，但在液蛇的夏德莫謝斯島蜂起事件時重返戰場，之後便獨自一人進行反METAL GEAR活動。此作中肉體因為細胞衰敗而急速老化。
- 宅代／哈爾 愛美利希（Otacon／Hal Emmerich）（配音員：田中秀幸；動態捕捉演員：川嶋秀明）

由於是御宅族代表大會〔Otaku Convention〕的常客，因此有了「宅代」〔Otacon〕的綽號；是機器人工程學的權威，也同時是一名優秀的駭客；曾在戰爭科技公司（ArmsTech／アー厶ズ・テック社）旗下利用美國國防部的機密預算（Black Budget）開發出破壞兵器「Metal Gear Rex」，對此宅代感到十分後悔，因而與蛇成立了反METAL GEAR之NGO組織「博愛者（Philanthropy／フィランソロピー）」，他以成員身分從旁協助蛇。是老蛇於公於私相當信賴的夥伴。與姍妮共同研發了遙控機動終端裝置「Metal Gear Mk.Ⅱ」，操作著Mk.Ⅱ追隨並支援着老蛇。
- 雷電（Raiden）（配音員：堀内賢雄；動態捕捉演員：吉岡毅志／森崎えいじ）

「愛國者們」以S3計畫培育出來之實驗性戰士，曾以童兵身分幫助養父Solidus Snake參予過賴比瑞亞內戰。於大貝殼（BIG SHELL）事件中與蛇相遇，在大貝殼事件中一點一滴找回真正的自己。在過去就擁有高超的戰鬥能力，但是本作中進一步的對肉體進行強化，獲得了全身包覆人造骨骼與肌肉而體液為白色，宛如生化人一般的戰鬥用肉體。
- 姍妮（SUNNY）（配音員:井上喜久子；動態捕捉演員：鍋島靖代）

MGS2中俄羅斯部隊中歐爾嘉·古爾盧科維奇（Olga Gurlukovich）之女，出生後即被「愛國者們」們綁架的天才少女，被雷電從「愛國者們」中救回。目前與宅代在蛇等人的根據地一起生活著。受宅代的指導，電腦程式寫成的能力屬於天才級，擁有著透過駭客行為所獲得的豐富知識；從未踏出過房門親眼見過外面的世界，與人交流的經驗貧乏。喜歡煎荷包蛋，但不是為了料理的理由，而是觀察荷包蛋呈現的模樣來對事物進行宛如占卜一樣的預測。
- 羅伊·坎貝爾（Roy Campbell）（配音員：青野武；動態捕捉演員：久保隆）

原為FOXHOUND司令官，曾是蛇的上司，兩人互相信賴宛如戰友。於本作中將提供情報支援協助進行作戰。年輕時曾經隸屬於美國海軍陸戰隊(USMC)、陸軍特殊部隊軍團「綠扁帽」(US.Army Special Forces Command Green Beret)、陸軍第一特殊作戰部隊分遣隊「三角洲」(1st Special Forces Operational Detachment (Airborne)DELTA)；在聖榭羅尼摩半島事件中與大頭目相遇並肩作戰。除役後，擔任聯合國安全理事會的輔助機關成員以監視PMC的活動，發現了液體山貓正在進行著再次起事的準備，為了阻止液蛇說過「讓戰場無限擴大的發生」，而向老蛇發出了暗殺液體山貓的請求。
- 美玲（Mei Ling）：（配音員：桑島法子；動態捕捉演員：菊地由美）

為華裔的女科學研究員，對中國成語知之甚詳，夏德莫謝斯島事件中因為開發出孤立波雷達得以參與作戰成為後勤人員；現隸屬於SSCEN（United States Army Soldier Systems Center；美國陸軍士兵系統中心）；在舊型船艦「密蘇里號」上擔任假想訓練的指揮官，以透過SSCEN的關係取得的衛星空照圖片進行資訊蒐集，成為老蛇們的支援。
- 蘿絲瑪麗（Rosemary）：（配音員：井上喜久子；動態捕捉演員：相元晴名）

美國五角大廈的資料分析師，和雷電過去為情侶關係，本作中处于结婚并分居状态，但實際身份其實是「愛國者們」的情報員。現為CSP（Combat Stress Platoon：戰鬥紓壓小隊）的一員，進行心理諮商師的工作，目前與坎貝爾同居，給予老蛇心理諮商的服務；與雷電在本作剧情中分道揚鑣，但是结尾处重新复合。
- 沙漠之鼠小隊：01（Rat PT：01）

隸屬於美國陸軍CID（U.S Army Criminal Investigation Command；美國陸軍犯罪調查司令部）的PMC內部監察機關直屬部隊，在USASOC（美國陸軍特別行動司令部United States Army Special Operations Command ）指揮下對企圖崛起的液體山貓進行追蹤調查，以FOXHOUND部隊之名偽裝；隊員體內皆植有奈米機械（強尼除外），隊員可透過奈米機械系統「SOP」共享彼此的感官資訊，用以在戰場上分享情報取得戰術有利位置；強納森與艾德剛好與小島秀夫製作過的遊戲「警察故事」裡的角色同名。
梅莉兒･西爾巴柏格（Meryl Silverburgh）（配音員：寺瀬今日子；動態捕捉演員：平田繪里子）
在夏德莫謝斯島事件中還是FOXHOUND的稚嫩新兵，現今成為沙漠之鼠小隊01之領隊，帶領三名部下展開對「世外方舟」的調查行動。名義上羅伊坎貝爾是她的叔父，但實際上羅伊坎貝爾是她的父親。愛用的武器為沙漠之鷹手槍，裝備有兩挺分別在身上的腿、腹前；在小隊裡的腕力排名第一強。
強尼(秋葉)（JOHNNY（AKIBA）） （配音員：福山潤；動態捕捉演員：村松和輝；MGS1～MGS3歷代強尼配音員：今村直樹）
與MGS中夏德莫謝斯島武裝蜂起事件之次世代特殊部隊的佐佐木強尼為同一人；穿著特殊電子裝備的士兵，雖然常常犯錯扯小隊的後腿，但至少還是名資料處裡及設置陷阱的專家，熱愛高科技3C產品，經常向日本東京秋葉原報到，因此被暱稱為秋葉，幾乎歷代『MGS』都會有他或是他的長輩登場，膽量小而且很容易鬧肚子。在小隊裡的腕力最弱。
強納森（JONATHAN）（配音員：田中秀幸；動態捕捉演員：毛利元貞）
沉默寡言的士兵；髮型從後方看起來剛好跟『MGS』系列經典的符號「！」一樣。大塊頭的韓裔美國人，就算是在戰場上也能展現出安然自得入眠的自在，有著豪放磊落的性格，對於敵人欺身背後有著異常的厭惡感。在小隊裡的腕力排名第二強。
艾德（ED）（配音員：飯塚昭三；動態捕捉演員：堀田茂之）
擔任副領隊的黑人士兵，體格壯碩的非裔美國人。身為沙漠之鼠小隊：01的狙擊手兼無線電手一職。有著慎重並對於任何細微末節都不放過的性格；對於槍枝保養決不馬虎。在小隊裡的腕力排名第三強。
- 直美･杭特（Naomi Hunter）（配音員：鶴弘美；動態捕捉演員：相元晴名）

曾經在夏德莫謝斯島事件中以醫療人員身分在大後方協助蛇執行任務之遺傳工程學家。將奈米機械病毒狐死菌（FOXDIE）注入蛇的體內，以報在桑吉巴爾(Zanzibar)事件中被Snake殺死的義兄法蘭克葉格（灰狐）〈Frank Jaeger－GrayFox，即MGS中之生化忍者CybrogNinja)之仇。對於基因治療（Gene Therapy）十分得心應手的基因科學家，雖然開發出可以針對特定基因人士致命的狐死菌，但是卻被CIA發現她違背指令竄改病毒，而被打入聯邦監獄；現在則遭液體山貓軟禁，進行關於搶奪士兵奈米機械管理系統「SOP」的研究。
- 德雷賓（Drebin）（配音員：藤原啓治；動態捕捉演員：久保隆）&小灰（Little Gray）

喜歡變魔術與喝碳酸飲料NARC的神秘武器軍火商人〔NARC：一種零卡路里的碳酸飲料，碳酸濃度高，可藉由活化體內ɑ碳酸脫水酵素，促進血液中奈米機械的循環。〕，被稱為武器洗淨人（Gun Launderer），可以將因為非使用原ID登錄而被鎖定無法使用之ID登錄鎗上的ID紀錄清洗解除鎖定後再度使用該槍械，除此之外也販賣許多武器裝備。德雷賓只是神秘的軍火商人網路的總稱，他是第893號的德雷賓；身邊跟著一隻沒有體毛外表疑似外星人的猴子小灰Little Gray一起行動；他們的行動基地是一台外殼標有「EYE HAVE YOU！」字樣的史崔克裝甲車，上面裝有NARC自動販賣機。
- 夏娃／大嬤嬤（Eva／Big Mama）（配音員：夏木マリ；動態捕捉演員：夕貴まお；MGS3配音員為渡邊美佐）

在過去60年代「食蛇者作戰」，曾以EVA為名與大頭目並肩作戰的的KGB特務；但真實身分為中國人民解放軍總參謀第二部間諜。在參予「食蛇者作戰」之後斷絕消息失去蹤影，但經過數十年沉寂之後在次於戰場上現身，現為與「愛國者們」對抗之組織「失樂園戰士」之領袖以東歐為據點蟄伏著，雖然年約八十但依舊勢不可擋。愛車為英國製「凱旋」牌機車。
- 大頭目（Big Boss）／裸蛇（配音員：大塚周夫，配音員大塚明夫的父親）

傳說中最強的士兵，他的身體宛如植物一樣的被保存並被藏在世界上的某處。
Outer Haven／世外方舟
本作中液體山貓創立之PMC稱為「Outer Haven」，與大頭目創立之武裝國家「Outer Heaven」有所區隔；Haven有避難所、安息所之意義。
- 左輪山貓／液體山貓（Revolver Ocelot／Liquid Ocelot）（配音員：戶谷公次（已歿）／銀河万丈；動態捕捉演員：金澤大朗）

由於在MGS中，左輪山貓的右手前臂被生化忍者切斷，之後左輪山貓將液蛇（Liquid Snake）的前臂移植在自己斷臂處；而在MGS2中出現左輪山貓意識會被體內液蛇意識壓制奪取肉體控制權的情況；而在MGS4中，液蛇的意識已經完全支配左輪山貓的肉體，因此成為液體山貓。液體山貓於本作中建立了掌握世界五大私人軍事公司的母公司：「世外方舟」（PMC：「Outer Haven」；PMC：Private Military Company）介入多國紛爭戰亂；老蛇的任務，即是抹殺液體山貓。
- 吸血鬼（Vamp）（配音員：塚本晉也；動態捕捉演員：齊藤直樹；MGS2配音員為置鮎龍太郎）

為前SEALS的反恐訓練部隊Dead Cell成員之一，擁有宛如傳說中真正吸血鬼一般的不死身與嗜血性，主要武器為飛刀與高速移動；在MGS2中被雷電以PSG1狙擊步槍擊中額頭後理應當場死亡而沉入紐約灣，但事隔多時之後竟又再度復活出現於老蛇眾人面前。
- 特殊部隊 美女與野獸（Beauty and the Beast Corps 簡稱BB部隊）

以四名罹患PTSD的女性組成。她們將內心“人”的部份壓抑，而將“獸”的一面展現在外；成員代號之動物部份恰巧與MGS的舊FOXHOUND成員代號相同，而代號所表示之情感（喜、怒、哀、怖）與MGS3之眼鏡蛇部隊代號呼應。
笑面章魚（Laughing Octopus）（配音員：相元晴名／飯塚昭三，動態捕捉演員：相元晴名，BEAUTY面貌模特兒：Lyndall Jarvis）
可以自由操縱頭部上的似生物機械觸手，外皮具有與Octo-Cam同樣的功能，觸手本身除了當作武器使用也可當作移動手段；善於利用擬態與陷阱的攻擊。
狂怒烏鴉（Raging Raven）（配音員：菊地由美／飯塚昭三，動態捕捉演員：菊地由美，BEAUTY面貌模特兒：菊地由美）
可利用被稱為「Slider」的無人攻擊載具（UCAV）進行聯合攻擊，也可以其當作羽翼在空中高速飛翔，並以飛彈等武裝從空中發動攻擊。
嚎哭戰狼（Crying Wolf）（配音員：平田繪里子／飯塚昭三，動態捕捉演員：平田繪里子，BEAUTY面貌模特兒：Mieko Rye）
運用健壯四足與強硬裝甲快速有力的在戰場上奔馳衝撞與快速移動，並可使用背上之電磁軌道槍從遠處打擊敵人。
呼嘯螳螂（Screaming Mantis）（配音員：夕貴まお／飯塚昭三，動態捕捉演員：夕貴まお，BEAUTY面貌模特兒：Scarlett Chorvat）
可以自由操縱身上的六隻手臂施展攻擊，被精神螳螂附身而有操控死者與活人的超能力。提著兩個『MGS』系列角色懸絲人偶，都是系列作中具有特異功能（如讀心術及通靈）的角色，分別為MGS中FOXHOOUND部隊的「精神螳螂（Psycho Mantis）」與MGS3中眼鏡蛇部隊的「悲哀（The Sorrow）」。
- 方舟騎兵（Haven Trooper）

屬於美女與野獸部隊下層的強化士兵；由於具有驚人跳躍力而被稱為「青蛙」，具有連在牆上都可以自由行動的高機動力；配備有FN P90衝鋒槍與野戰刀。

## 评价
《潛龍諜影4 愛國者之槍》得到了媒体极高的评价，美国游戏网站IGN, GameSpot和日本游戏杂志FAMI通均给出了满分评价。

## 发行

### 發行版本
- 通常版：遊戲本體+MGO（Metal Gear Online）[18]。。
- 特別版：遊戲本體+MGO+特典BD[18]。
- 主機同綑版：遊戲本體+MGO+特典BD+特別色外殼PS3「鋼 -HAGANE-」＆DualShock 3控制器[18]

### 贊助廠商
在這次遊戲中許多現實世界中真實存在的品牌參與遊戲內容或配合推出周邊商品。
- 蘋果電腦、iPod。
- 英國凱旋（Triumph）機車。
- Sony Ericsson手機：W62S。
- 女星：南明奈。
- Playboy雜誌。
- 第一三共ヘルスケア的營養提神飲料「REGAIN」。
- Ubisoft的遊戲刺客教條（Assassin Creed）。
- UNIQLO（ユニクロ）推出MGS4系列圖案T-Shirt。
- 姍妮愛用的「Ga-Ko」小鴨搖頭鬧鐘實際商品化。

## 外部連結
- （日語）《潛龍諜影4 愛國者之槍》官方網站 （页面存档备份，存于）